# Beaufort (Sabah)
Beaufort is een stad en gemeente (majlis daerah; district council) in de Interior Division van de deelstaat Sabah op Borneo in Maleisië.
Het heeft circa 64.000 inwoners in 2010 en ligt circa 90 kilometer ten zuiden van Kota Kinabalu bij de Padas Rivier (Sungai Padas).
Beaufort heeft een stop aan de North Borneo Railway van de Sabah State Railway Department (Jabatan Keretapi Negeri Sabah). Het station in Beaufort is van 1905.
Beaufort wordt onder andere bezocht door toeristen om te raften bij Padas Gorge op de Padas Rivier. Er is een markt dicht bij de moskee, Tamu, die elke week wordt gehouden van vrijdagavond tot zaterdagmiddag. Met onder andere lokale producten zoals fruit, groenten en vers vlees.

## Externe links

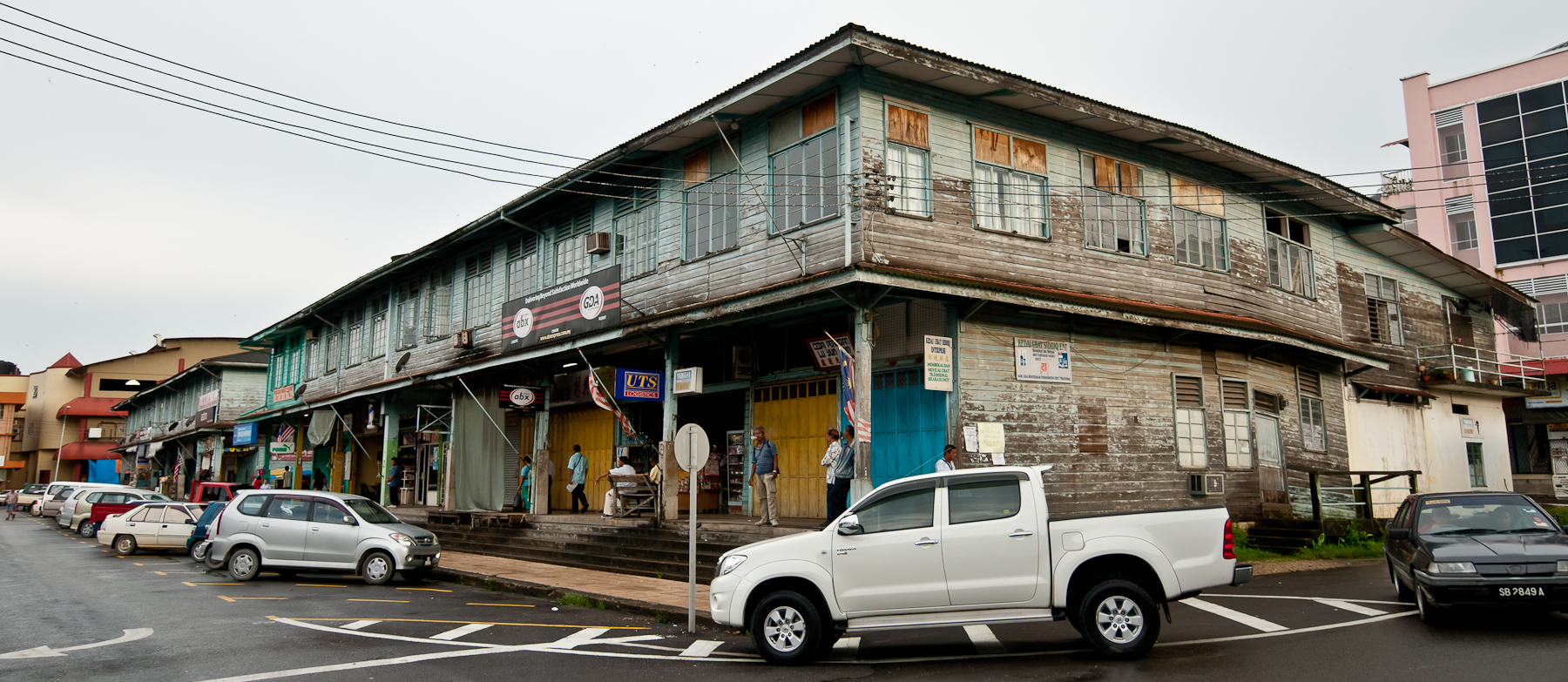
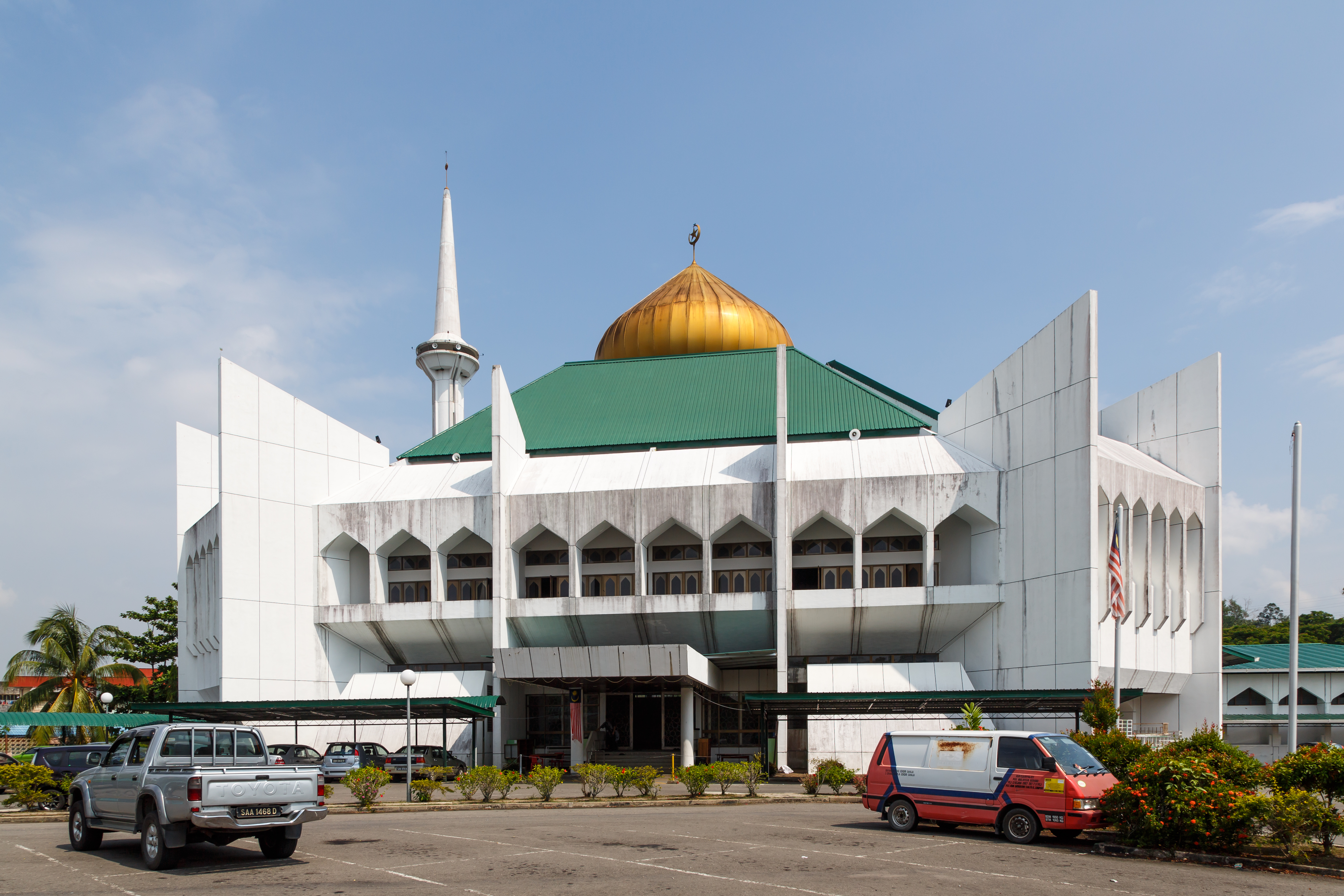
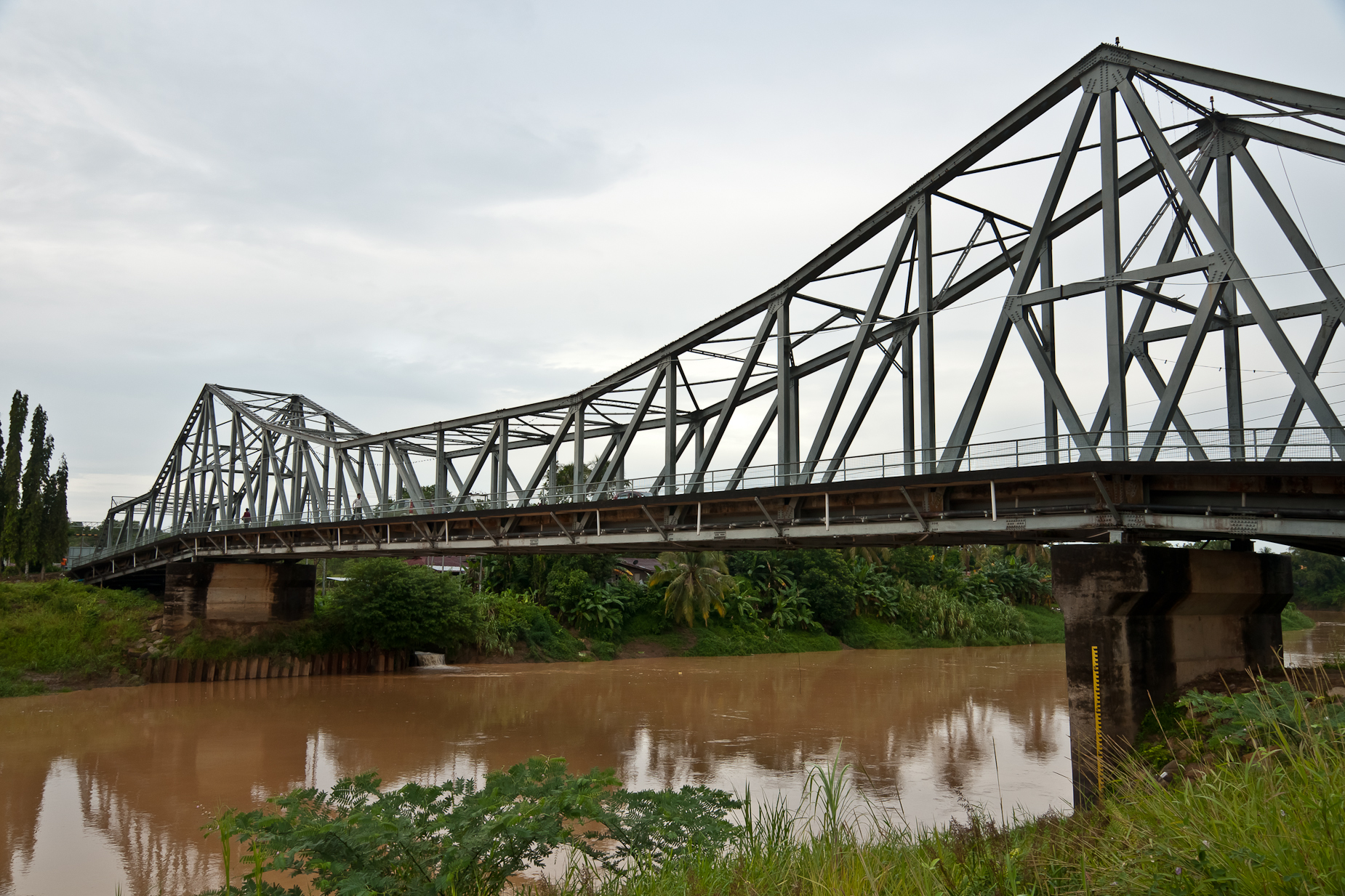